# Percnia punctimaculata
Percnia punctimaculata är en fjärilsart som beskrevs av Louis Beethoven Prout 1917. Percnia punctimaculata ingår i släktet Percnia och familjen mätare. Inga underarter finns listade i Catalogue of Life.